# Cieśnina Bornholmska
Cieśnina Bornholmska (duń. Bornholmsgat, szw. Bornholmsgattet) – cieśnina na Morzu Bałtyckim, należąca do Danii i Szwecji, oddzielająca wyspę Bornholm od Półwyspu Skandynawskiego. Ma 19 mil morskich (35 km; 22 mi) szerokości (w najwęższym miejscu). Jest jedną z najbardziej ruchliwych cieśnin na świecie. Przepływa przez nią 50 000 statków rocznie, nie licząc łodzi rekreacyjnych. Cieśnina jest znana z nieprzewidywalnych prądów morskich oraz stromych i wzburzonych fal podczas sztormowej pogody.